# Tzajalhó
Tzajalhó es una localidad del municipio de Larráinzar ubicado en la región de Los Altos del estado mexicano de Chiapas.

## Geografía
La localidad de Tzajalhó se sitúa en las coordenadas geográficas 16°55′28″N 92°43′31″O / 16.924444, -92.725278, a una elevación de 1,984 metros sobre el nivel del mar.

## Demografía
Según el Censo de Población y Vivienda 2020, efectuado por el Instituto Nacional de Estadística y Geografía, la localidad de Tzajalhó tiene 685 habitantes, de los cuales 233 son del sexo masculino y 254 del sexo femenino. Su tasa de fecundidad es de 3.11 hijos por mujer y tiene 94 viviendas particulares habitadas.
| Gráfica de evolución demográfica de Tzajalhó entre 1910 y 2020 |
|                                                                |
| INEGI.                                                         |